# Museum van Silezische Pijporgels
Museum van Silezische Pijporgels (Pools: Muzeum Organów Śląskich) is een museum in de Poolse stad Katowice dat gewijd is aan de geschiedenis van het Silezische pijporgel en de bouwers ervan. Het is een onderdeel van Karol Szymanowski Muziekacademie Katowice.

## Oorsprong
Het museum bevindt zich in het pand van de muziekacademie van Katowice. Het idee voor het museum dateert uit de jaren 1980. Hoogleraar Julian Gembalski begon toen met het verzamelen van orgels en orgelelementen en deed onderzoek naar authentieke Silezische pijporgels. Zijn collectie werd in de periode van 1983 tot 1994 regelmatig getoond op tentoonstellingen en conferenties en gebruikt bij wetenschappelijke onderzoeken. Het museum is opgericht op 4 april 2002 en kreeg een ruimte toegewezen in het gebouw van de muziekacademie.

## Collectie
De collectie van het museum  bestaat uit: 
- Pijporgels daterend uit de achttiende, tot het begin van de twintigste eeuw, afkomstig van diverse kerken uit Silezië (Ćwiklice, Zawada Książęca, Szombierki) en ook uit andere delen van Polen (Przyszowa, Chybice en Babin).
- Orgelonderdelen zoals kasten, klavieren, sokkels en balgen uit alle delen van Silezië.
- Meer dan honderd orgelpijpen van Silezische bedrijven en orgelbouwers, zoals Johann Hawel, Weiss, Haas, Volkmann, Schlag und Söhne, Gebrüder Rieger, Berschdorf, Heinrich Dürschlag, Klimosz en Dyrszlag.
- Vijfendertig harmoniums.
- Foto's, documenten en aan het orgel gerelateerde instrumenten en gereedschappen.